# Anastrepha elegans
Anastrepha elegans
 es una especie de insecto díptero que Blanchard describió científicamente por primera vez en el año 1937.
Esta especie pertenece al género Anastrepha de la familia Tephritidae.